# 레보루트

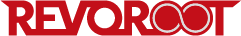

레보루트(REVOROOT, 株式会社レヴォルト, 주식회사레보루트)는 일본 도쿄도 니시토쿄시에 위치한 일본의 애니메이션 제작사이다. 모회사는 트윈 엔진이다.

## 작품

### 텔레비전
- 슬라임을 잡으면서 300년, 모르는 사이에 레벨 MAX가 되었습니다 (키무라 노부카게 감독, 2021년 4월 10일 ~ 2021년 6월 26일)
- 전생현자의 이세계 라이프 ~제2의 직업을 얻어 세계최강이 되었습니다~ (코지마 케이스케 감독, 2022년 7월 4일 ~ 2022년 9월 12일)